# Vachonus rajasthanicus
Espèce
Vachonus rajasthanicus est une espèce de scorpions de la famille des Buthidae.

## Distribution
Cette espèce est endémique du Rajasthan en Inde.

## Description
La femelle holotype mesure 22,50 mm.

## Étymologie
Son nom d'espèce lui a été donné en référence au lieu de sa découverte, le Rajasthan.

## Publication originale
- Tikader & Bastawade, 1983 : « The fauna of India: Scorpions. Scorpionida, Arachnida. » The Zoological Survey of India, Calcutta, vol. III, p. 1–668 (texte intégral).